# Mettre en scène
 (février 2021).
Si vous disposez d'ouvrages ou d'articles de référence ou si vous connaissez des sites web de qualité traitant du thème abordé ici, merci de compléter l'article en donnant les références utiles à sa vérifiabilité et en les liant à la section « Notes et références ».
Le festival Mettre en scène est organisé chaque année au mois de novembre par le Théâtre national de Bretagne en partenariat avec le Théâtre de Cornouaille à Quimper, avec le Grand Théâtre de Lorient, le Centre chorégraphique national de Rennes et de Bretagne, le théâtre de l'Aire Libre à Saint-Jacques-de-la-Lande, la Criée à Rennes et Le Grand Logis de Bruz.

## Programmation

### 6 au17 novembre 2007, àRennes,LorientetQuimper
- Incendies de Wajdi Mouawad, mise en scène de Stanislas Nordey
- Il sacro segno dei mostri (Le signe sacré des monstres), de Danio Manfredini
- Le Sang des rêves, à partir du texte de Kathy Acker, Blood and guts in high school (Sang et stupre au lycée), mise en scène de Patricia Allio
- Ricercar, mise en scène de François Tanguy (Théâtre du Radeau)

### 11 au22 novembre 2008
- Edouard II, de Christopher Marlowe, mise en scène de Cédric Gourmelon
- La Vénus à la Fourrure, d'après l'œuvre de Leopold von Sacher-Masoch, mise en scène de Christine Letailleur
- En Somme! conception et chorégraphie de Marion Lévy
- Artemisia Vulgaris, texte et mise en scène de Marine Bachelot (compagnie Lumière d'août)

### 5 au21 novembre 2009,Rennes Métropole,Quimper,Vannes
- 399 secondes, de Fabrice Melquiot, mise en scène de Stanislas Nordey
- Pour rire pour passer le temps, de Sylvain Levey, mise en scène de Guillaume Doucet
- Professor, conception et chorégraphie de Maud le Pladec
- La Paranoïa de Rafael Spregelburd, mise en scène de Marcial Di Fonzo Bo et d'Élise Vigier (Théâtre des Lucioles)
- Hiroshima, mon amour de Marguerite Duras, mise en scène Christine Letailleur
- impromptu, conception de Loïc Touzé
- Muerte y reencarnaciòn en un Cow-boy, texte et mise en scène de Rodrigo Garcia
- Do You Remember, No I Don’t, mise en scène de François Verret
- Sombreros, direction artistique de Philippe Decouflé
- inStallation, création collective de Roman Müller, Andreas Muntwyle, Niklaus Muntwyler Lukas Staeger, Ulla Tikka, Petronella von Zerboni
- Storia dell’Africa Contemporanea, performance de Romeo Castellucci
- 3 cailloux, écrit et conçu par Didier Galas
- Tuer la Misère, conception Alexis Forestier et Charlotte Ranson en collaboration avec André Robillard
- It’s in the air, chorégraphie Jefta van Dinther et Mette Ingvartsen
- Contrôle-réaction, chorégraphie de Jean-Sébastien Lourdais
- Disposition(s) # 5, chorégraphie et interprétation de Rémy Héritier
- Fish Clay Perspex Incidences of a Quirky Kind Faulty Optic, conception et création de Liz Walker
- &&&&& & &&&, spectacle de câble et d’épée, conception et réalisation de Halory Goerger et Antoine Defoort
- Padam Padam, un spectacle de Teatro Praga
- Mansarda, création collective, direction artistique André Braga, Cláudia Figueiredo
- La nuit juste avant les forêts, de Bernard-Marie Koltès mise en scène Alain Françon
- Will You Ever Be Happy Again?, conception de Sonja Mitrovic

### 4 au20 novembre 2010
- Protect me, texte et mise en scène de Falk Richter
- L'empereur de Chine, mise en scène de Madeleine Louarn (Théâtre de l'Entresort)
- Cachafaz, de Copi et Oscar Strasnoy, mise en scène de Benjamin Lazar
- Adapting for distorstotion, 2. Repulsion and Haptic, chorégraphie d'Hiroaki Umeda
- Obludarium, de Matej et Petr Forman
- TDM3, de Didier-Georges Gabily, mise en scène de Yann-Joël Collin
- Brume de dieu, de Vesaas, mise en scène de Claude Régy
- Hamlet and the something pourri, texte et mise en scène d'Alexis Fichet (Compagnie Lumière d'août)
- L'Iceberg, texte de Florence Caillon et Denis Robert, mise en scène de Florence Caillon (compagnie l'Eolienne)
- -Transire-, chorégraphie d'Emmanuelle Vo-Dinh
- Levée des conflits,chorégraphie de Boris Charmatz
- Marx, un racconto d'inverno, de Roberto Fratini Serafide, mise en scène de Silvano Voltolina
- Le Château de Wetterstein, de Frank Wedekind, mise en scène de Christine Letailleur
- L'Arlequin de Trickster, mise en scène de Didier Galas
- Alexis, una tragedia greca, mise en scène d'Enrico Casagrande et Daniela Nicolo (compagnie Motus)
- Te hare invencible con mi derrota d'Angélica Liddell
- Black tie, de Helgard Haug et Daniel Wetzel
- En attendant, chorégraphie d'Anne Teresa De Keersmaeker
- Arrêtez le monde, je voudrais descendre, d'Igor et Lily (Théâtre Dromesko)
- Hamlet-Machine (Compagnie Sans Soucis)

### 3 au19 novembre 2011
- A la racine de et par Marine Bachelot Nguyen (Compagnie Lumière d'août)
- Poetry de la chorégraphe Maud Le Pladec
- Au pied du mur sans porte de Lazare
- Piscine (pas d’eau) de Marc Ravenhill, par Thomas Jolly (Piccola Familia)
- Nichons là par Rémi Luchez et Olivier Debelhoir
- Rhizikon par Chloé Moglia
- L’art de la fugue de Yoann Bourgeois
- Zombie Aporia de Daniel Linehan
- Habit(u)ation par Anne-Cécile Vandalem
- Quarante-cinq tours de David Lescot et DeLaVallet Bidiefono
- Onzième par François Tanguy et le Théâtre du Radeau
- Contes africains d’après Shakespeare mis en scène par Krzysztof Warlikowski
- Othello mis en scène par Thomas Ostermeier
- Hedda Gabler mis en scène par Thomas Ostermeier
- Swimming poules et flying Coqs impromptu de Philippe Decouflé
- Sul concetto di volto nel figlio di Dio de Romeo Castellucci
- A nos étoiles de Babouillec mis en scène Arnaud Stephan
- Plug de Paolo Duarte